# 캐서린 웨브
캐서린 웨브(Katherine Webb, 1989년 4월 24일 ~ )는 미국의 모델, 배우이다.